# Балка Гракова
Балка Гракова (рос. Ов. Краков) — балка (річка) в Україні у Кремінському районі Луганської області. Ліва притока річки Красна (басейн Азовського моря).

## Опис
Довжина річки приблизно 9,94 км, найкоротша відстань між витоком і гирлом — 9,22  км, коефіцієнт звивистості річки — 1,08 . Формується багатьма балками та загатами.

## Розташування
Бере початок на південно-західній стороні від села Барикине. Тече переважно на південний захід і у південно-західній околиці села Новоолександрівка впадає у річку Красну, ліву притоку Сіверського Дінця.

## Цікаві факти
- У південній частині села Новоолександрівка балку перетинає залізнична дорога[4].
- У XIX столітті у селі Новоолександрівка на балці існувало багато вітряних та водяних млинів[2].